# 长芒看麦娘
长芒看麦娘（学名：Alopecurus longearistatus）为禾本科看麦娘属下的一个种。

## 扩展阅读
- 維基物種上的相關：长芒看麦娘